# Routes au Cameroun

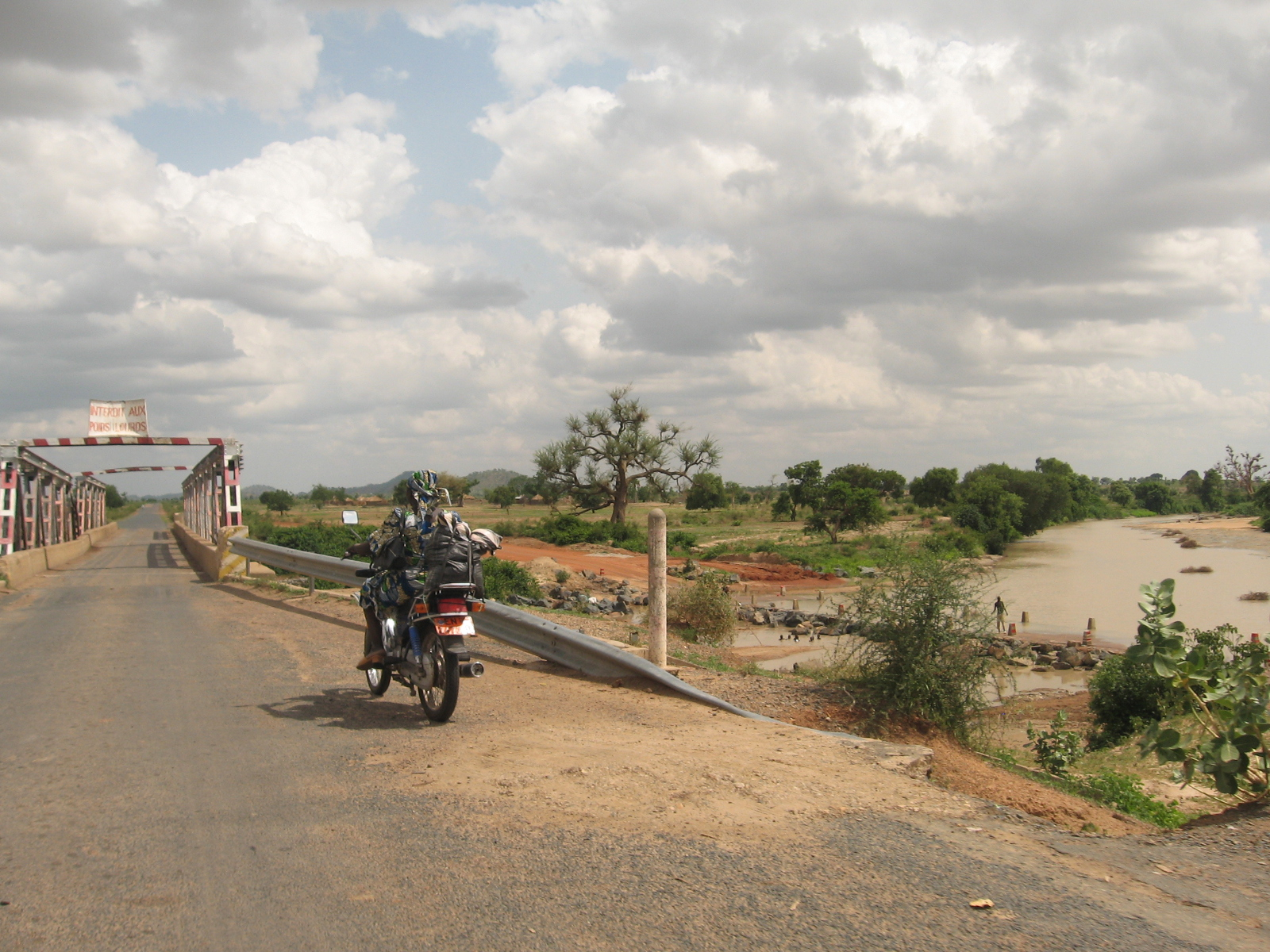
Pont sur la route entre Moutourwa et Maroua (Extrême-Nord)

Le Cameroun compte près de 121 668 km de routes principales dont 10 671,58 km, de routes bitumées en 2024 (selon le ministère des travaux publics). Trois axes routiers transafricains traversent le Cameroun:
1. Transafricaine 3, Tripoli - Le Cap
2. Transafricaine 5 (en), Dakar - N'Djamena
3. Transafricaine 8, Lagos - Mombasa

## Classification
Le réseau routier camerounais dispose de  quatre catégories de routes :

### Les routes nationales
Les routes nationales (N) qui relient essentiellement les chefs-lieux de région à la capitale Yaoundé et le Cameroun au pays voisins, constituent l’ossature du réseau. 

### Les routes régionales
Les routes régionales (P) qui relient, à l’intérieur d’une région, les chefs-lieux de département, à la capitale régionale.

### Les routes départementales

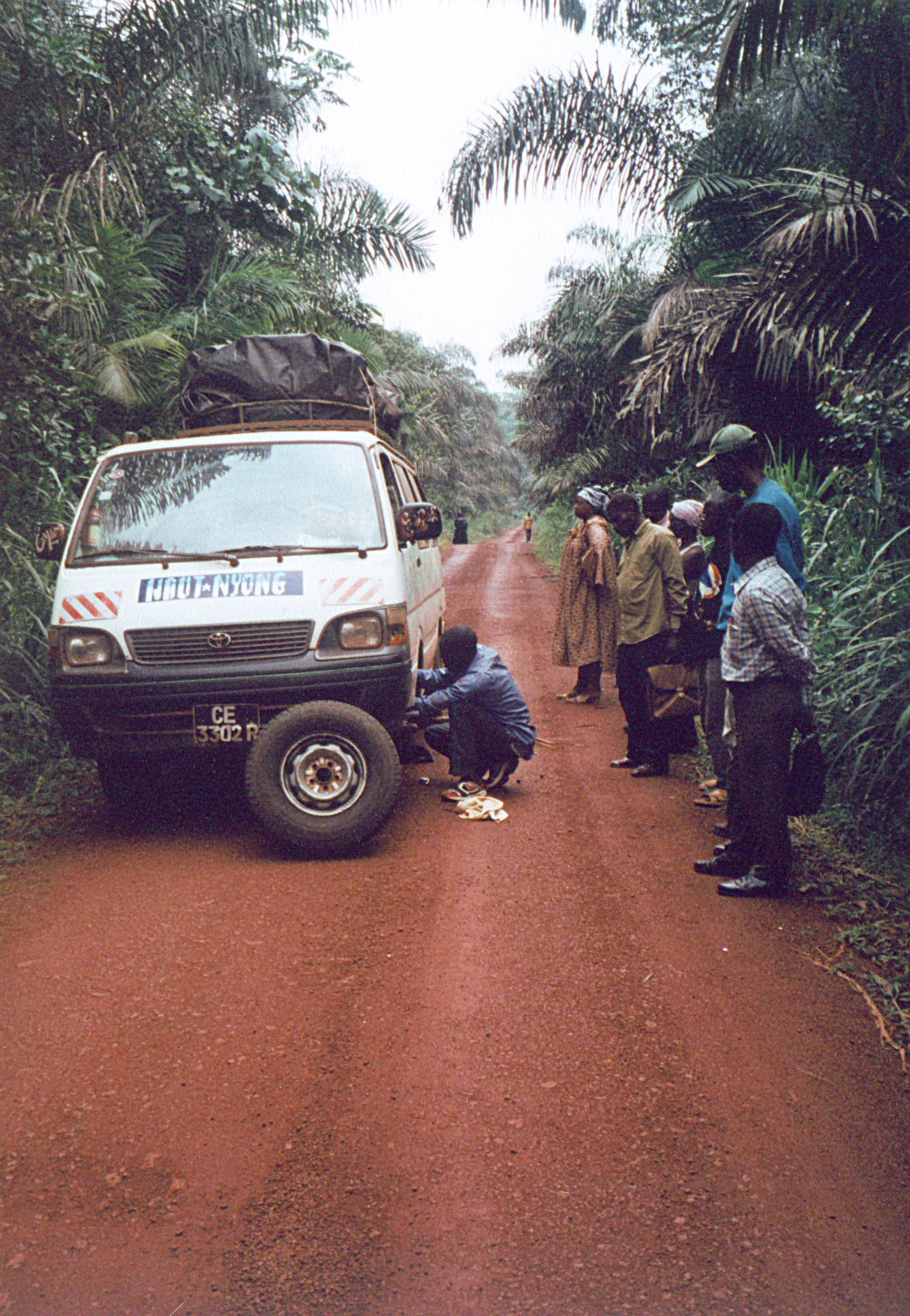
Crevaison sur une piste aux environs d'Abong-Mbang (Est)

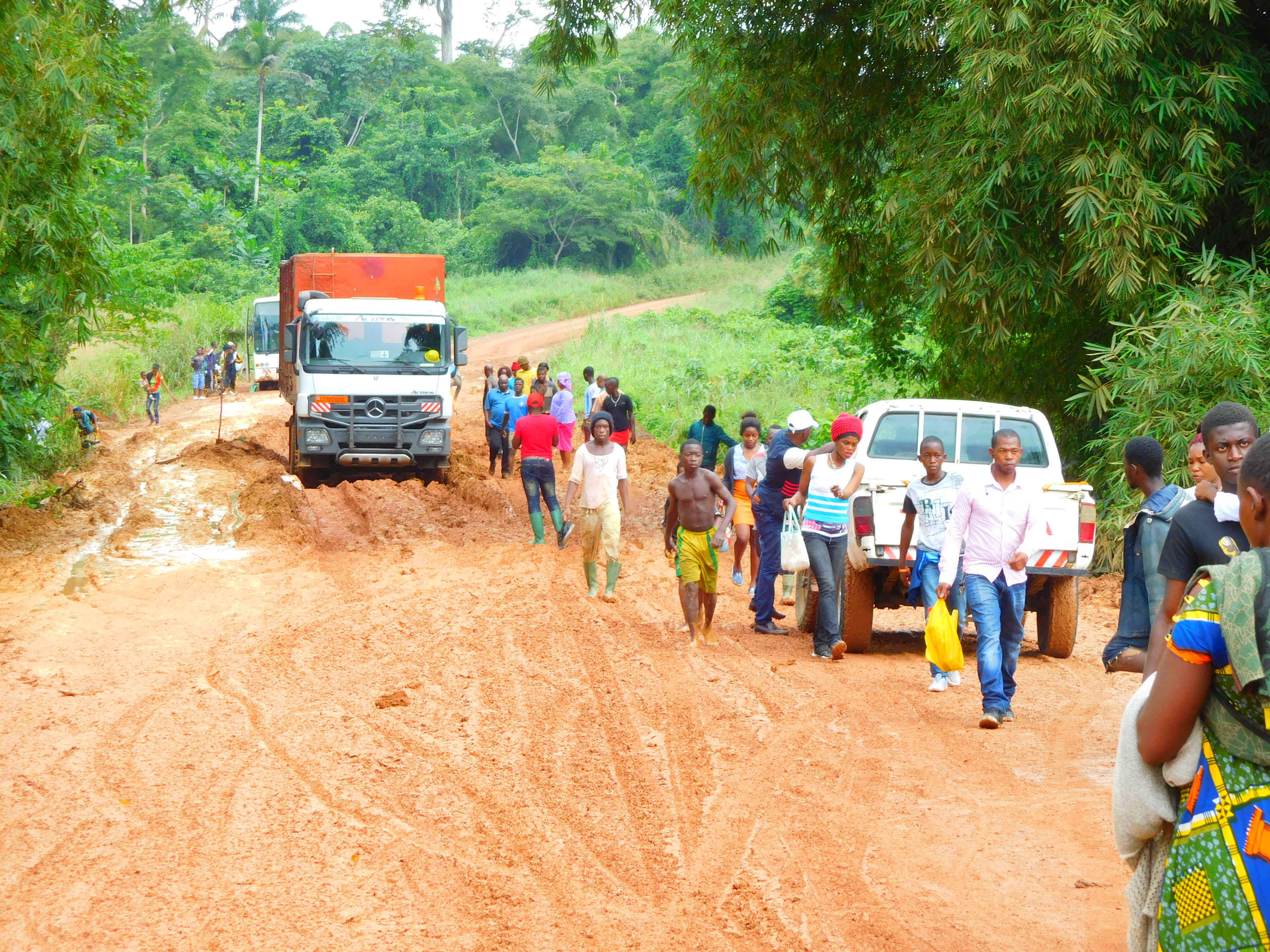
La N3 à la saison des pluies (2016)

Les routes départementales qui relient, à l’intérieur d’un département, les arrondissements aux chefs-lieux de département.

### Les routes rurales
Les routes rurales qui desservent les campagnes, les plantations, les zones industrielles locales… elles permettent de relier les zones de production aux marchés locaux ou aux centres de commercialisation.
Cette classification a été fixée par le décret présidentiel du 21 mars 1979.

## Liste des routes nationales[5]
| Nom | Itinéraire | Distance | Longueur bitumée |
| --- | --- | -------- | ---------------- |
|     | de Yaoundé à Kousséri en passant par Bertoua - Ngaoundéré - Garoua - Maroua – Frontière avec le Tchad                | 1 385 km | 1 385 km         |
|     | de Yaoundé à Ambam - Frontière du Gabon et Frontière avec la Guinée équatoriale en passant par Mbalmayo - Ebolowa    | 294 km   | 294 km           |
|     | de Yaoundé à Idenau en passant par Edéa - Douala - Limbé                                                             | 397 km   | 397 km           |
|     | de Obala à Bafoussam en passant par Bafia                                                                            | 257 km   | 257 km           |
|     | de Bekoko à Bandjoun en passant par le Pont du Nkam – Bafang –                                                       | 219 km   |                  |
|     | de Ekok (frontière avec le Nigeria) à Meiganga en passant par Mamfé - Bamenda – Mbouda – Foumban – Bafoussam- Tibati | 967 km   |                  |
|     | de Edéa à Campo en passant par Kribi                                                                                 | 186 km   | 186 km           |
|     | de Mutengene à Bachuo Akagbe en passant par kumba                                                                    | 240 km   |                  |
|     | de Mbalmayo à la frontière avec la République du Congo en passant par Sangmélima - Djoum                             | 301,5 km |                  |
|     | de Yaoundé à la frontière avec la République centrafricaine en passant par Ayos – Bonis                              | 328,5 km | 328, 5 km        |
|     | de Bamenda à Wum en passant par Bambui – Bafut                                                                       | 430 km   |                  |
|     | de Magba à la frontière avec le Tchad en passant par Yagoua                                                          | 144 km   |                  |
|     | de Guidjiba à la frontière avec le Tchad en passant par Tcholliré – Touboro                                          | 323 km   |                  |
|     | de Mora à Kerawa (frontière avec le Nigeria)                                                                         | 35 km    |                  |
|     | de Sangbe à Ngaoundéré en passant par Tibati - Mambal - Lewa - Beka                                                  | 557 km   |                  |
|     | de Loum à - Ekondo Titi en passant par - Kumba – Mbok                                                                | 153 km   |                  |
|     | de Sangmélima à la frontière avec le Gabon en passant par Mengong -                                                  | 182 km   |                  |
|     | de Belabo à Bouam | 57 km    |                  |

## Entretien des routes
Le financement de l'entretien des routes est assuré par le fond routier, créé en août 1998 et placé sous la tutelle du ministère des finances.